# Grand des dix de Haute-Égypte
Un « Grand des dix de Haute-Égypte » est, à l'Ancien Empire, un nomarque siégeant dans le conseil des sages dépendant directement du vizir. Parmi eux, le « Premier des Dix des Grands de Haute-Égypte », est chargé de l'administration centrale des finances qui alimente le Trésor royal. C'est souvent un fils du roi qui est le trésorier du dieu ; c'est un personnage de la plus haute importance puisqu'il est à la fois chef des armées -après Pharaon, lequel est le chef suprême des armées-, directeur du dépôt d'armes, commandant en chef des recrues, amiral de l'Empire chargé de surveiller les navires de l'État, directeur des travaux du roi et chef des ouvriers du dieu.
Durant l'Ancien Empire, ces nomarques sont choisis dans la famille du roi et résident plus souvent à la cour que dans leur nome.
Bien que gérant leur nome de manière autonome, ce sont des fonctionnaires à la fois judiciaires et administratifs, chargés, au nom de Pharaon, de percevoir les redevances en grains et en bétail ; ils ont le titre de directeurs des maisons des offrandes et des maisons d'approvisionnement. Ils ont en outre la charge de la milice et de la justice ce qui leur confère le titre de directeurs des scribes royaux ou du greffe judiciaire.
Certains grands de Haute-Égypte n'ont aucune activité administrative et doivent leur nomination dans ce collège restreint à une faveur du monarque. D'ailleurs parmi ces dignitaires, les fonctions sont hiérarchisées, et tous n'ont pas les mêmes pouvoirs ni le même rang. Certains d'entre eux, bien que faisant partie de l'aristocratie locale, sont de simples sous-directeurs placés sous les ordres du directeur de Haute-Égypte. Enfin, selon le district dont il est responsable, un directeur peut avoir plusieurs fonctions : régent des champs, conseiller intime des commandements du roi, directeur des travaux du roi, grand maître de vénerie du roi, guide des prêtres.